# Улица Карла Маркса (Гдов)
Улица Карла Маркса — главная улица города Гдова. Она начинается от 2-й Слободской улицы, с которой соединена автомобильным мостом через реку Гдовку, пересекает улицы Лазника, Белоцерковец, Ленина, Никитина, Ленинградскую, Кингисеппскую, Спортивную, Яна Фабрициуса и Ямскую (с юга на север) и продолжается до Поличенского переулка на северной границе города. На этой улице находятся многие административные здания, включая мэрию и районный суд, а также значительная часть гражданской застройки конца XIX — начала XX веков. В последние годы во Гдове выдвигались предложения переименовать улицу — вернуть историческое название или назвать в честь Александра Невского.

## История
Улица названа именем немецкого философа, социолога и экономиста Карла Генриха Маркса, ранее она называлась Санкт-Петербургским проспектом.

## Здания
- Дом 7 — пожарная часть № 11.

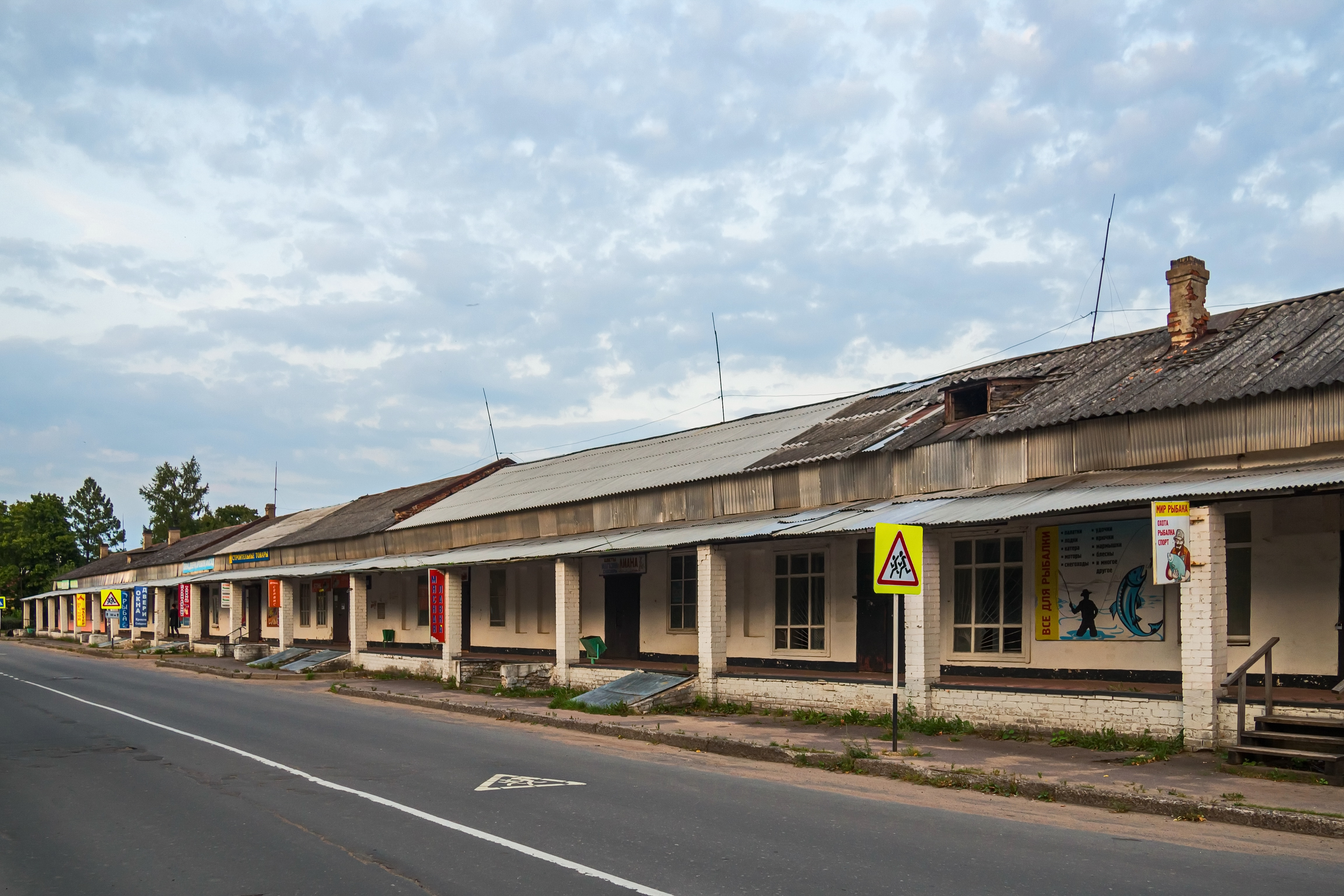
Торговые ряды на улице Карла Маркса

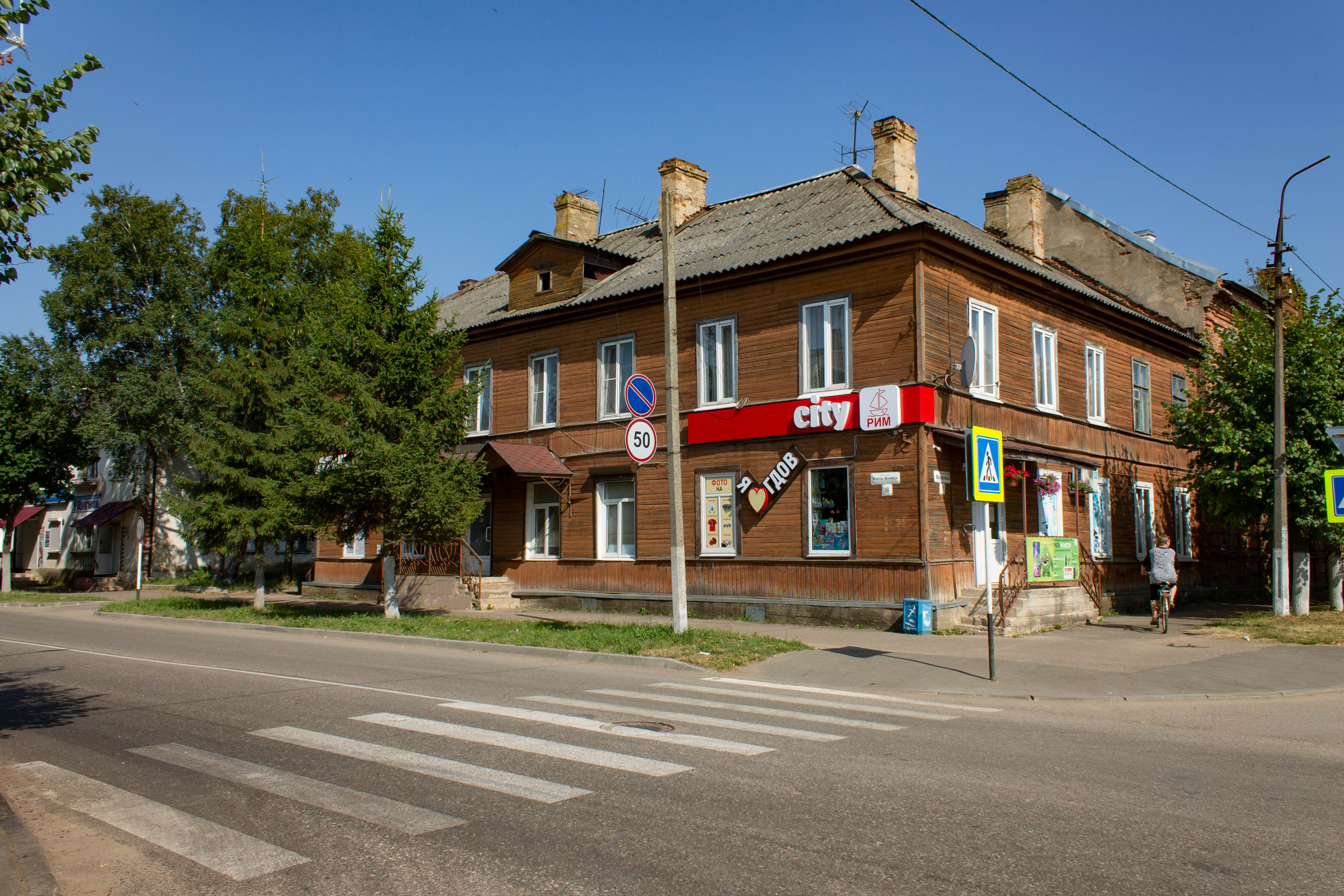
Дом 18, на пересечении с улицей Никитина

- Дом 8 — торговые ряды, построены на рубеже XIX и XX вв.
- Дом 14 — редакция газеты «Гдовская заря».
- Дом 29 — здание районного суда.
- Дом 31 — Гдовский музей истории края, расположен в кирпичном доме купца Бояринова XIX века[2].
- Дом 39 — администрация Гдовского района.

## В культуре
- Название улицы звучит в песне Владимира Гусева «Город Гдов»:

Шёл по Карла Маркса гдовский мэр Миронов,

Видел он немало за два срока миллионов,

Крепость разрушается, подмытые мосты —

Гдовский мэр Миронов, ох, какой же ты!